# La Croyance des voleurs
La Croyance des voleurs est un roman de Michel Chaillou, publié le 1er janvier 1989 aux éditions du Seuil et ayant reçu le prix des Libraires la même année.

## Résumé
Ce roman, qui inaugure la série des « demi-autobiographies » écrites par Michel Chaillou, a pour héros Samuel Canoby, le double littéraire de l'auteur présent dans quatre autres volumes : Mémoires de Melle, La Vie privée du désert, Le Dernier des Romains, La Fuite en Égypte. La première phrase du livre : « Chez nous on a une table, quatre chaises, plus l'éternité », donne le ton de ce roman conté à la première personne par Samuel, un garçon d'une dizaine d'années qui traverse son enfance entre rêve et réalité.
L'histoire, largement inspirée par l'enfance chaotique de l'auteur à Nantes, sera reprise, mais cette fois dans sa vérité, dans le récit autobiographique 1945 publié quinze ans plus tard.

## Réception critique
Très bien accueilli par les critiques littéraires de la presse, le roman reçoit le prix des Libraires, ainsi que le prix de la Ville de Nantes et l'ultime prix Vitet de l'Académie française

## Éditions et traductions
- Éditions du Seuil, 1989  (ISBN 9782020104739).
- Éditions Points no P893, 2001,  (ISBN 9782020505789).
- (pt) A Crença dos Ladrőes, trad. Vera Adami, éd. Nova Fronteira, Rio de Janeiro, 1995  (ISBN 9788520906279).